# Europe Is Dead
Europe Is Dead – debiutancki album studyjny Toroidh, wydany w 2001 roku przez wytwórnię Cold Spring.

## Lista utworów
1. "Europe Is Dead 1" – 3:11
2. "Europe Is Dead 2" – 4:26
3. "Europe Is Dead 3" – 6:05
4. "Europe Is Dead 4" – 5:20
5. "Europe Is Dead 5" – 17:44
6. "Europe Is Dead 6" – 2:15
7. "Europe Is Dead 7" – 5:56
8. "Europe Is Dead 8" – 6:36